# 俄毛柔话
俄毛柔话 (ɣɔ21 mɔ33 ta55 ɣə21或ɣɔ31 mɔ33 zɔ31)是一种在云南省洱源县使用的彝语支语言。俄毛柔话很可能和跨恩斯话有亲缘关系，这种语言主要在鹤庆县使用。

## 分布
- 洱源县
  - 茨碧乡[3]大松甸,[4]
  - 三营乡南大坪[5]
  - 右所乡三枚村[6]
- 鹤庆县
  - 城郊乡安乐[7]和新丰
  - 辛屯乡大福地[8]
  - 北衙乡西圆村[9]